# Trichoniscus chasmatophilus
Trichoniscus chasmatophilus là một loài chân đều trong họ Trichoniscidae. Loài này được Strouhal miêu tả khoa học năm 1937.